# Sonorama 2017

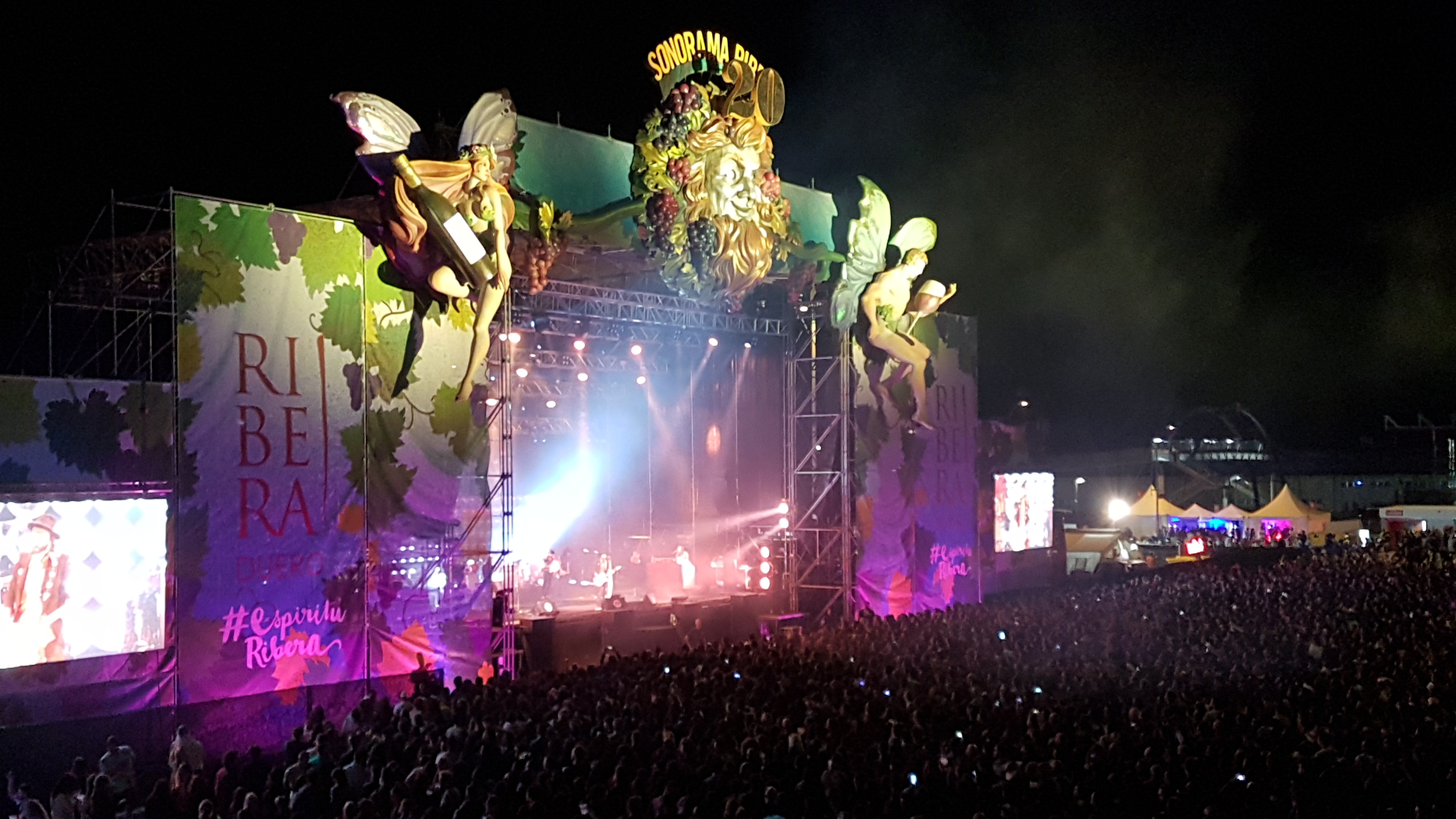
Leiva durante su actuación en el Sonorama 2017, en el escenario Ribera del Duero.

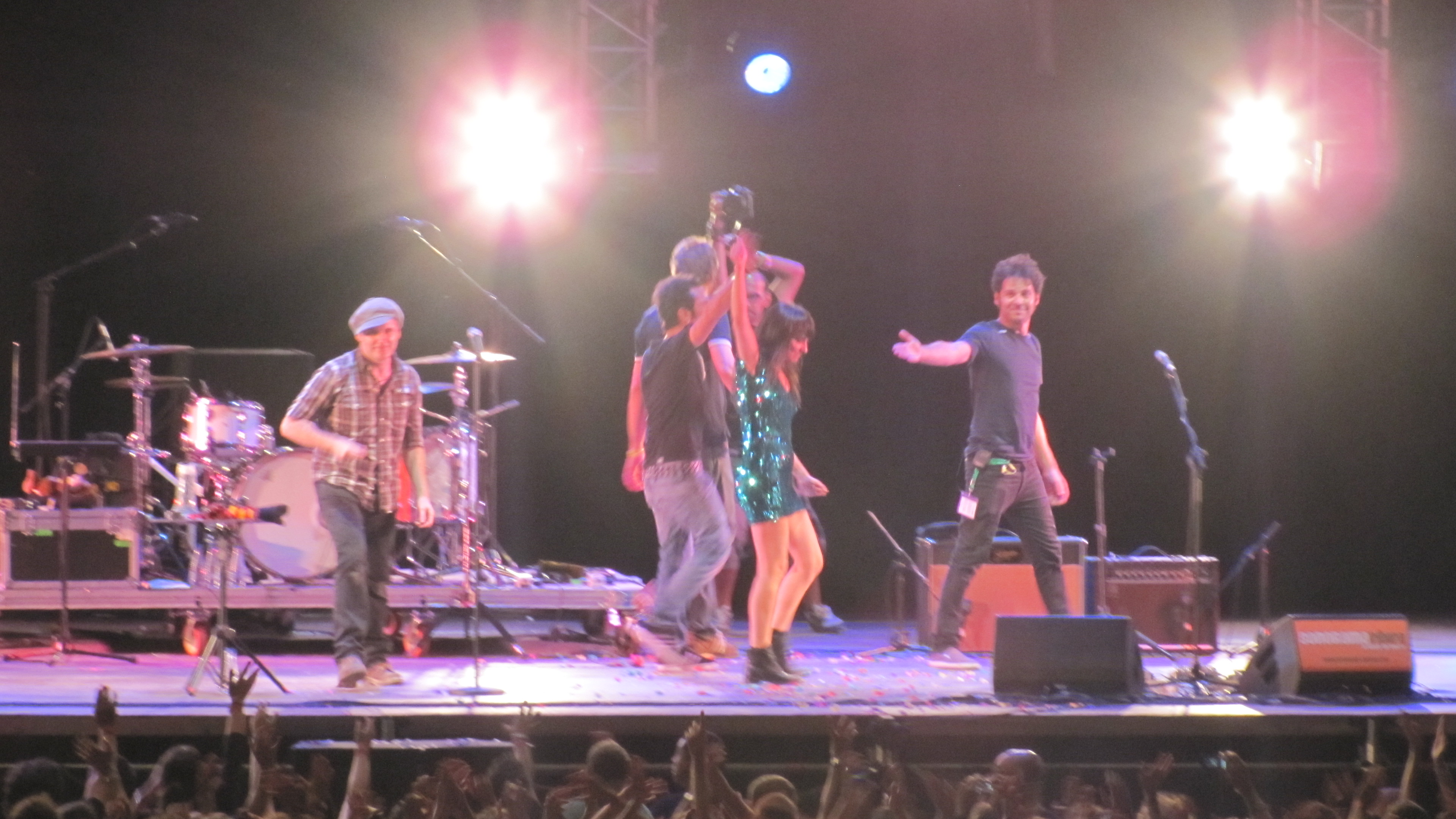
Amaral, en su concierto durante el Festival.

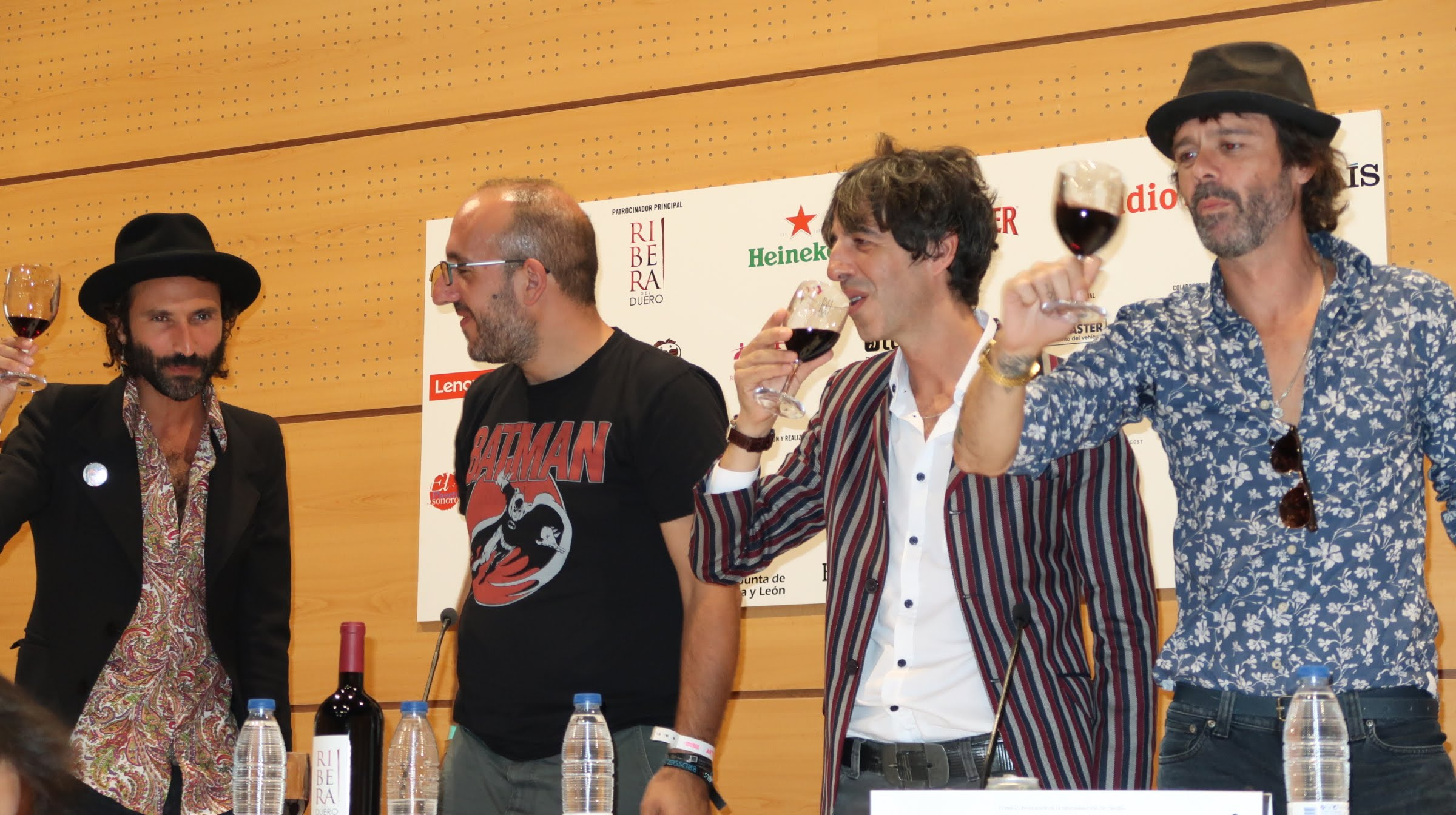
Rueda de prensa de Leiva y Sidonie durante el Sonorama 2017.

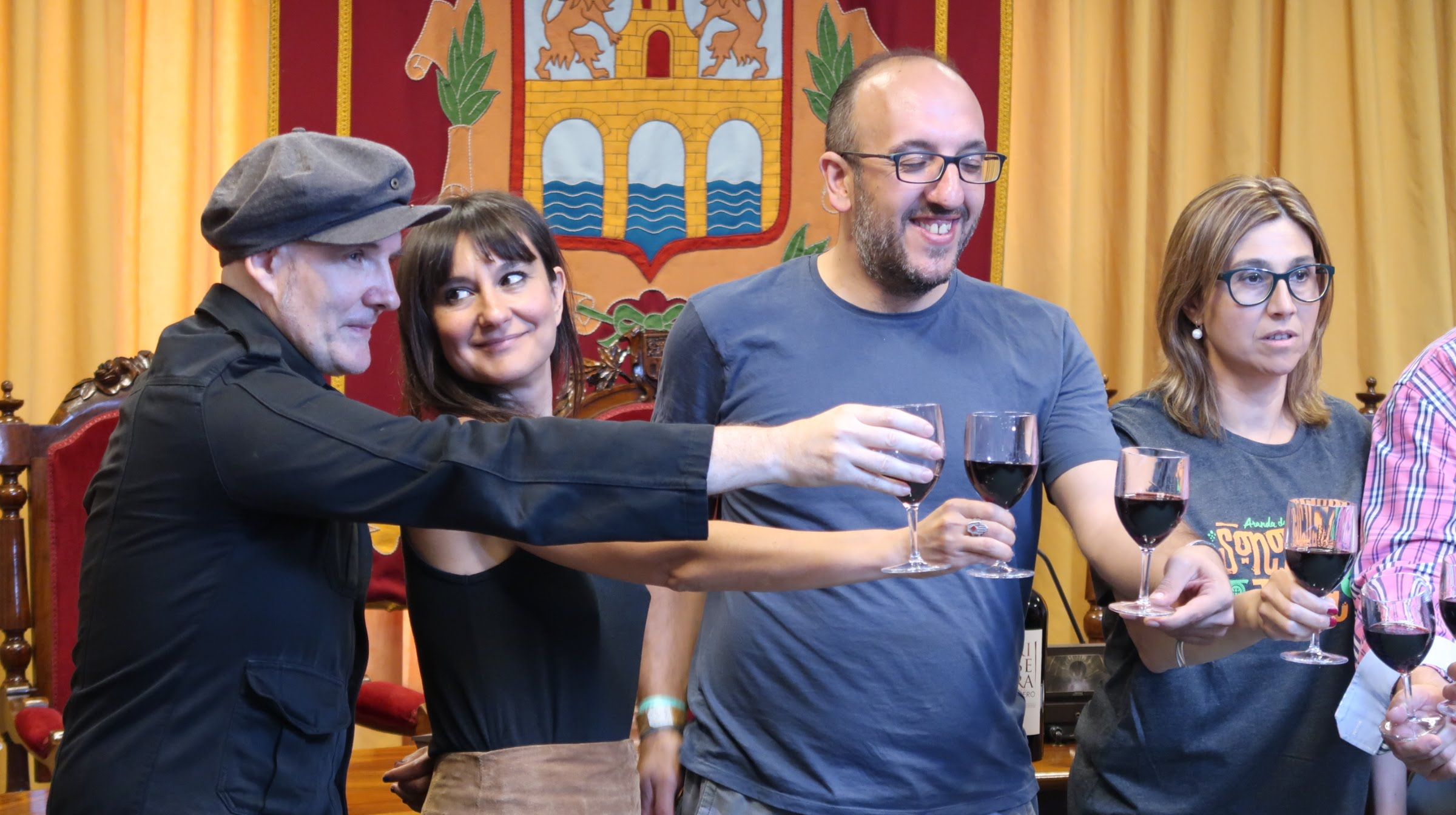
Rueda de prensa de Amaral durante el Sonorama 2017.

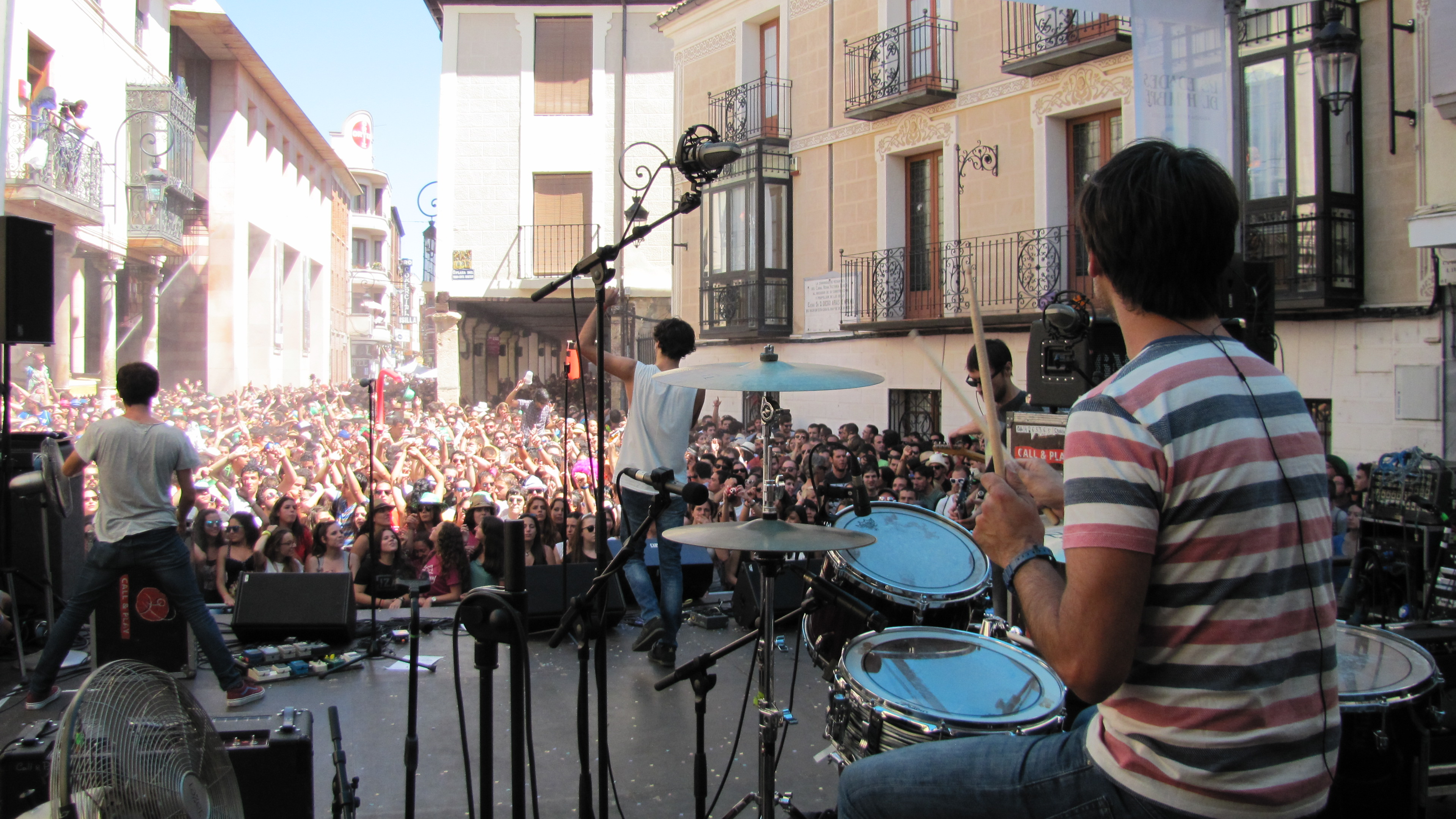
Concierto sorpresa de Second en la Plaza del Trigo en Sonorama 2014.

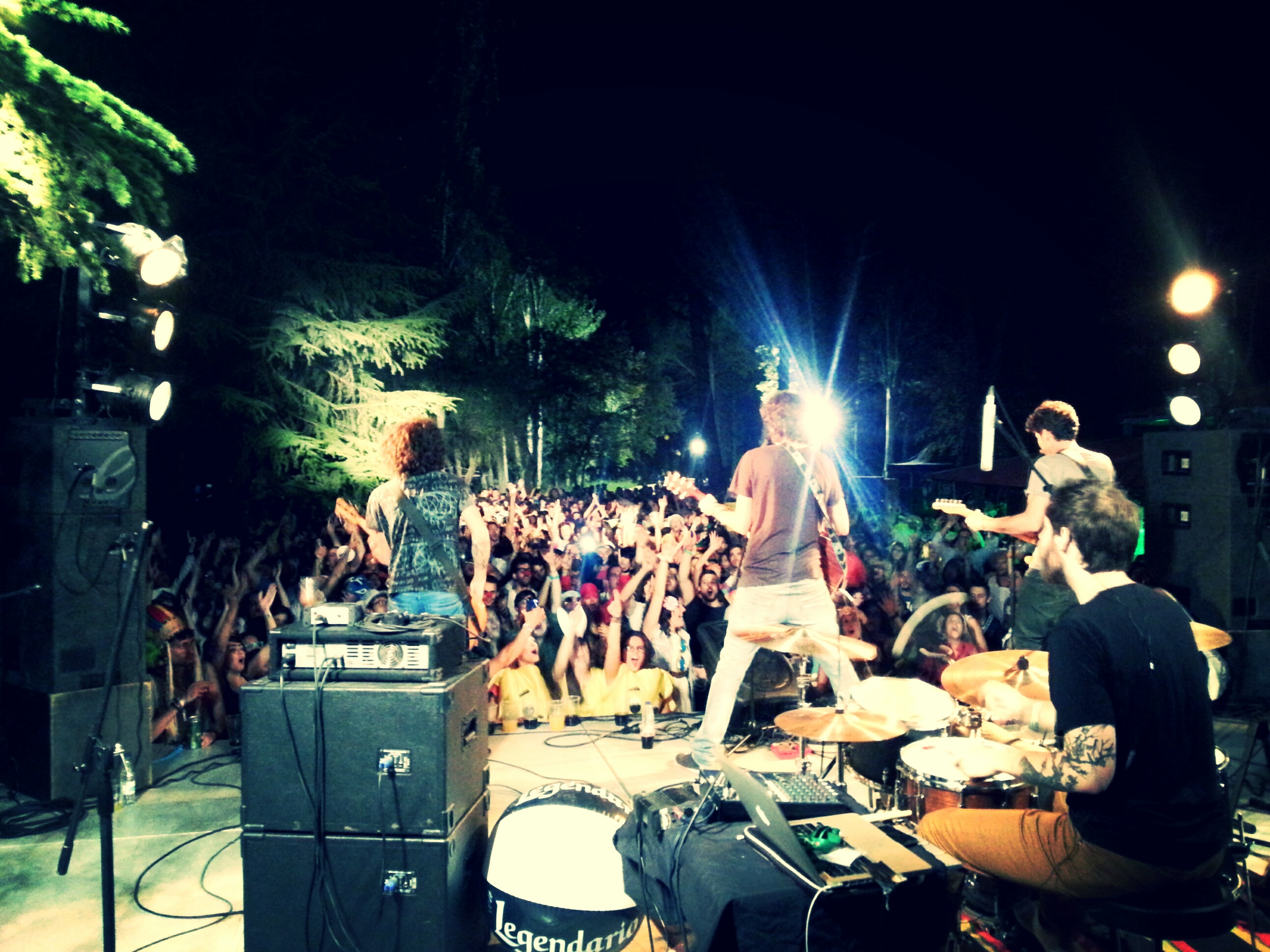
Concierto sorpresa de Izal, en el camping durante el festival en 2013.

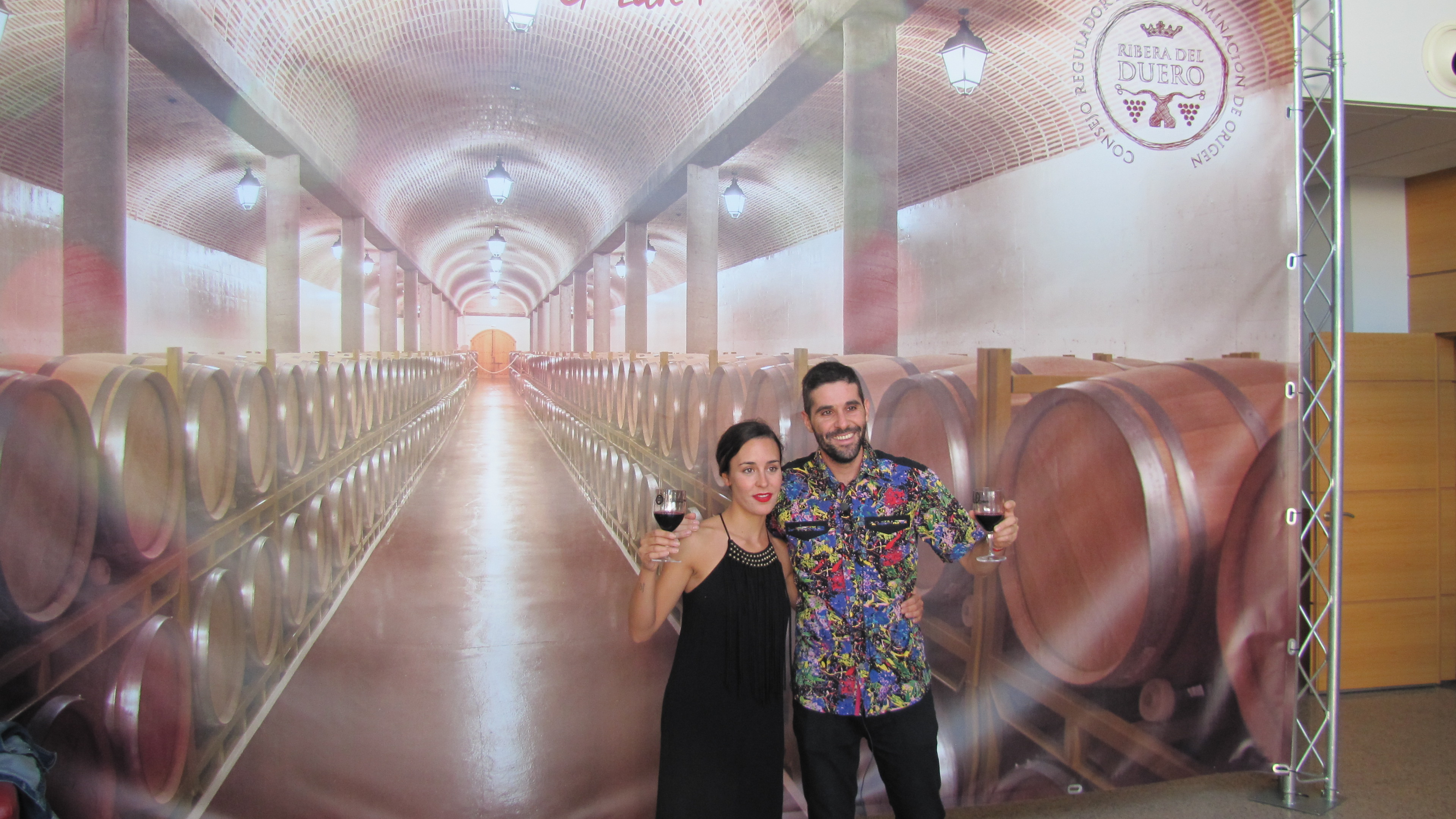
Fuel Fandango durante su rueda de prensa en Sonorama 2014.

Sonorama 2017, o Sonorama Ribera 2017, fue la XX edición del Festival Sonorama, llevada a cabo en la ciudad de Aranda de Duero (Provincia de Burgos, España), a mediados de agosto de 2017, y organizada por la Asociación Cultural, y sin ánimo de lucro, "Art de Troya". Se celebró la XX edición del festival con una asistencia de más de 100.000 personas y 250 bandas, durante los 6 días de duración,
- Lugar: Recinto Ferial y Centro histórico, Plaza del Trigo.
- Fecha: 9 - 14 de agosto de 2017
- Características: Se celebrará el XX aniversario del Festival.

Cartel Nacional :
- Amaral
- Coque Malla
- Anny B Sweet
- Ivan Ferreiro
- Sidecars
- Dorian
- Lori Meyers
- Loquillo
- Miguel Campello
- Nacho Vegas
- Leiva
- Delafé
- Dinero (Banda)
- Jimmy Barnatán
- Antes (banda)
- Cápsula "Dreaming of Ziggy Stardust"
- Cosmic Birds
- El lado oscuro de la Broca
- Fangoria
- Camela
- Lagartija Nick
- Second
- "Concierto 20 años de Sonorama", coordinado por Charlie Bautista, fue un concierto en el que participaron 20 emblemáticos artistas de diferentes generaciones que han marcado la trayectoria del pop español y del festival.

Escenario Charco (artistas iberoamericanos):
- Candeleros (Colombia)
- Moreno Veloso (Brasil)
- Dengue, Dengue, Dengue (Perú)
- Todos Tus Muertos (Argentina)
- Él Mató A Un Policía Motorizado (Argentina)
- Iseo & Dodosound (España)
- El Remolón (Argentina)
- Rosk (México)
- Arco (banda)(España)
- Villa Diamante (Argentina)